# David Adjaye

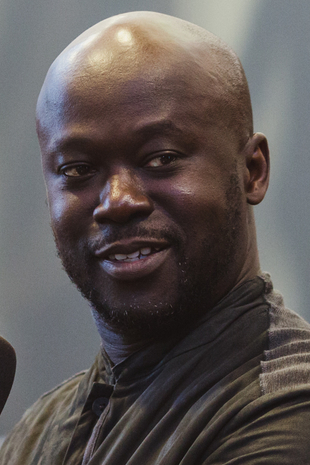
David Adjaye (2018)

Sir David Adjaye, OM, OBE (* 22. Dezember 1966 in Daressalam, Tansania) ist ein britischer Architekt.

## Leben
Die Eltern von David Adjaye stammen aus Ghana. Aufgewachsen in Kairo und Saudi-Arabien, lebt und arbeitet er in London. Er studierte an der Londoner Middlesex, an der London South Bank University und für den Master am Royal College of Art.
Er arbeitete bei Chassay Architects, Pentagram, David Chipperfield und dem Portugiesen Eduardo Souto de Moura.
1994 gründete er mit William Russell das Büro Adjaye and Russell. Er entwarf Ausstellungen, Cafés und Geschäfte. 2000 trennte er sich von Russell.
Heute hat er ein Büro in Hoxton und weitere in Berlin und New York mit über 30 Mitarbeitern. Alle Entwürfe stammen von Adjaye. Er baute 2002 Idea Stores für die Stadtbibliotheken im East End und entwarf 2002 das Nobel-Friedenszentrum in Oslo im Rahmen eines Masterplans von Rem Koolhaas.
2008 beteiligte er sich an dem Architektenwettbewerb zum Bau eines National Museum of African American History and Culture der Smithsonian Institution, das auf der National Mall in Washington, D.C. vorgesehen war. Der Standort gehört zu den prestigeträchtigsten in den USA, es handelte sich um den letzten noch verfügbaren Freiraum am Rand der Mall. Adjaye gewann den Wettbewerb. Mit dem Bau wurde 2012 angefangen. 2016 wurde das Museum feierlich eröffnet.
Adjaye war mit dem Whitechapel Idea Store für den Stirling-Prize 2006 nominiert. Das Haus der Kunst in München zeigte Anfang 2015 eine Werkschau.
2013 wurde David Adjaye zum Mitglied (NA) der National Academy in New York gewählt, 2016 zum Mitglied der American Philosophical Society. Seit 2009 ist er auswärtiges Ehrenmitglied der American Academy of Arts and Letters. 2017 wurde er als Knight Bachelor in den Adelsstand erhoben, 2023 in die American Academy of Arts and Sciences gewählt.
Für Abu Dhabi entwarf sein Architekturbüro Adjaye Associates das „Haus der Abrahamitischen Familie“, ein interreligiöses Dialogzentrum, das eine Moschee, eine Kirche und die erste Synagoge der Vereinigten Arabischen Emirate vereint. Es wurde am 16. Februar 2023 eröffnet.

## Wichtige Projekte (Auswahl)

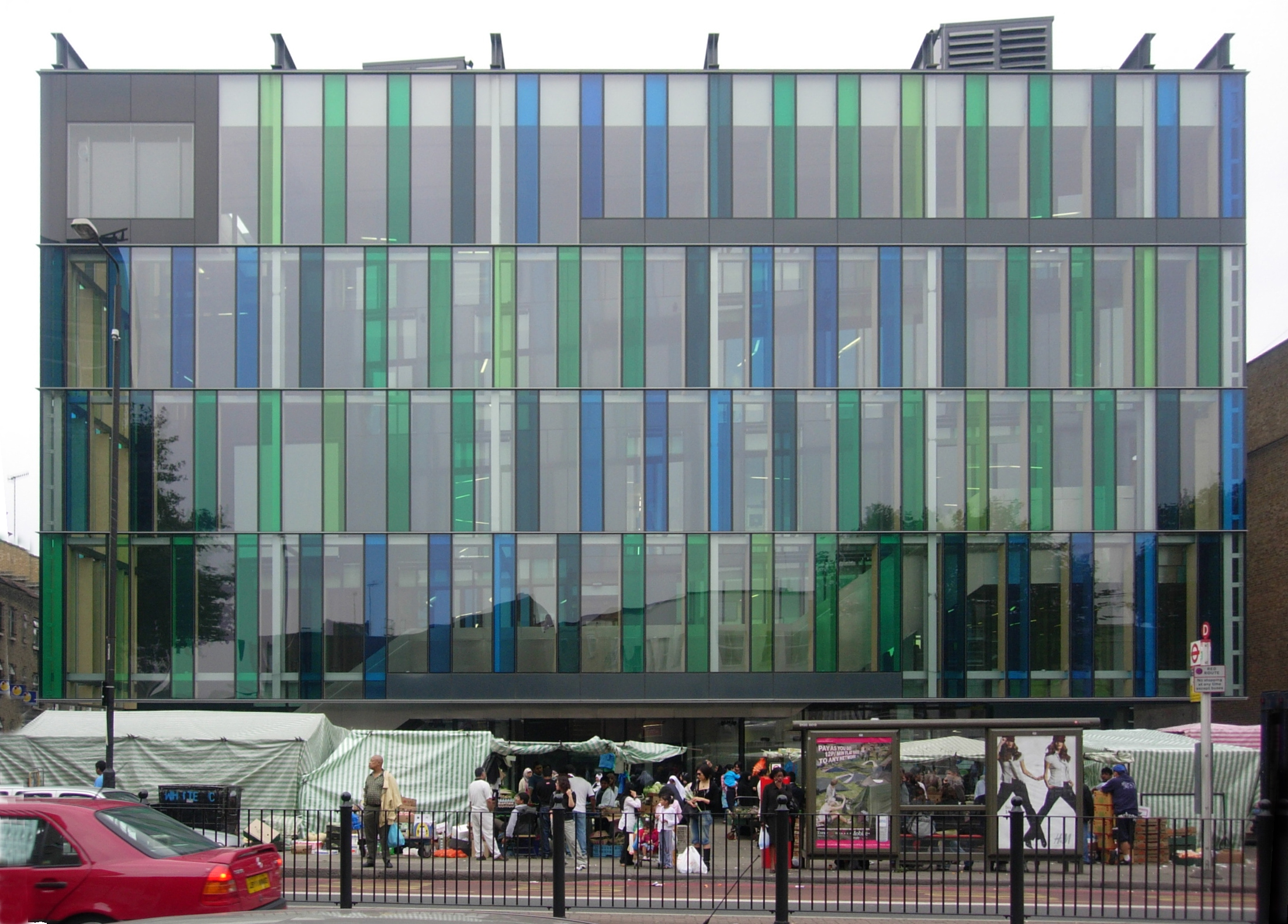
Whitechapel Idea Store (London)

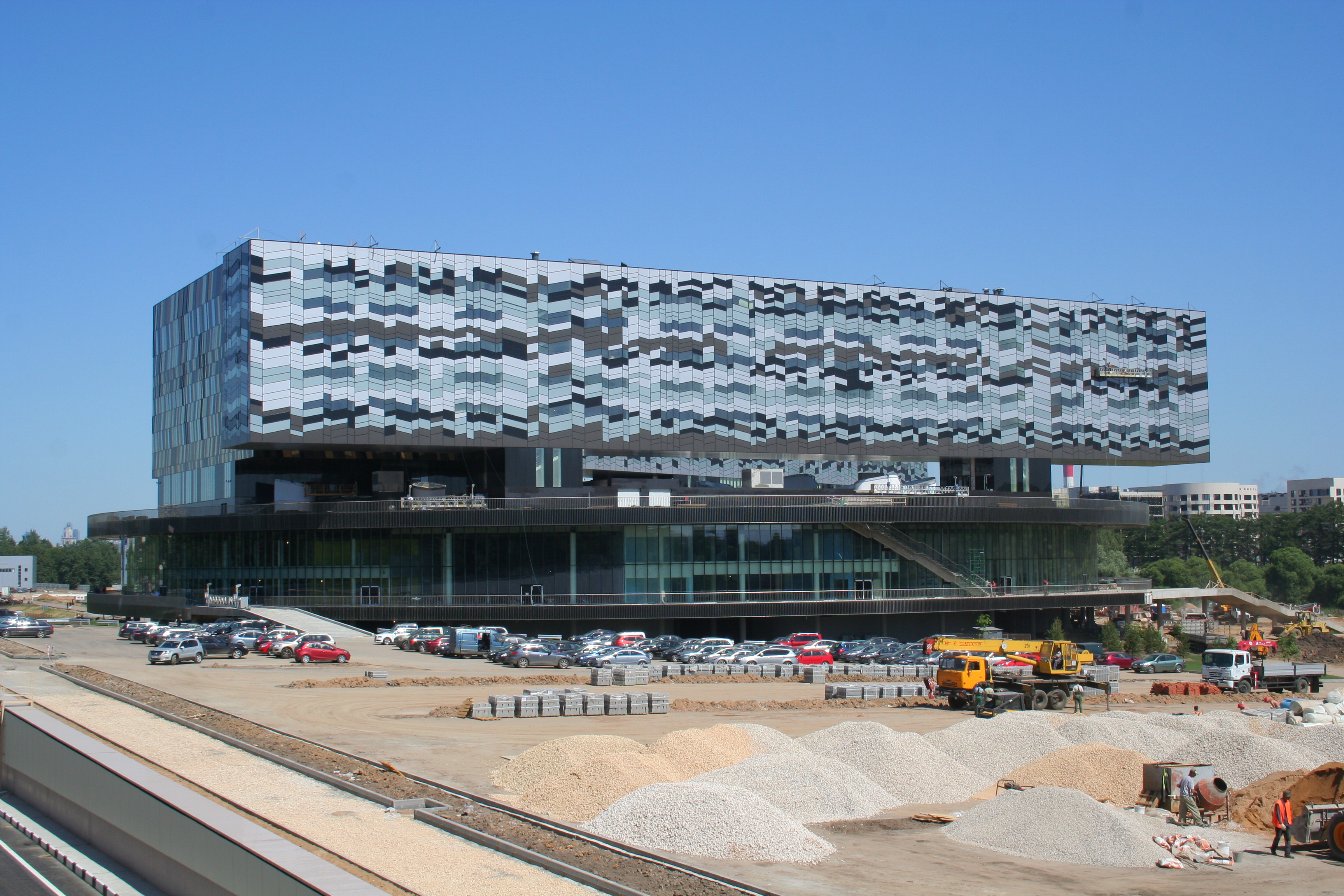
Moskauer Managementschule, Bauphase Juni 2010

Adjaye hat bereits 50 Projekte umgesetzt (Stand 2015), unter anderem:
- Elektra House, London, 1998–2000
- Dirty House, Shoreditch (London), 2001–2002
- Whitechapel Idea Store, London, 2001–2005
- Nobel Peace Center, Oslo, 2002–2005
- T-B A21 Olafur Eliasson Pavilion, Venedig, 2005
- Museum of Contemporary Art, Denver, 2006–2008
- Wakefield Market Hall, 2008
- Moskauer Managementschule, Skolkowo, 2010
- 130 William, New York City, 2018–2022

Adjayes war leitender Architekt beim Bau des National Museum of African American History and Culture in Washington, D.C., USA.

## Möbel
- Washington Skin Nylon Chair für Knoll International und Washington Skeleton Chair zum 75-jährigen Bestehen der Firma 2013.

## Ausstellungen (Auswahl)
- 2015: David Adjaye: Form, Gewicht, Material., Haus der Kunst, München[8]; danach David Adjaye: Form, Heft, Material im Art Institute of Chicago, Chicago, Illinois, USA. Katalog.[9]
- 2013: ephemeropterae., Atelier Augarten, Wien

Weitere Ausstellungen siehe Weblink „Ausstellungen von David Adjaye“